# Mapianische Sprache
Mapianisch ist eine ausgestorbene austronesische Sprache, die auf dem Atoll Mapia in der indonesischen Provinz Papua gesprochen wurde. Mapianisch ist eine malayo-polynesische Sprache und gehört zur Untergruppe der mikronesischen Sprachen innerhalb der ozeanischen Sprachen. 